# Иберия (авиокомпания)
 Тази статия е за авиокомпанията.  За други значения вижте Иберия.  
„Иберия“ (на испански: Iberia Líneas Aéreas de España, S.A.) е испанска авиокомпания със седалище в Мадрид, Испания.

## История
Авиокомпанията е основана на 28 юни 1927 г. от финансиста Хорацио Ечеварриета и германската авиокомпания Луфтханза, с начална капитализация от 1,1 милиона песети. Първият полет се състои на 28 декември 1927 г. През следващата година испанското правителство възлага на авиокомпанията да предоставя пощенски услуги между Мадрид и Барселона.
На 30 септември 1944 г. Иберия е национализирана и става част от Испанския национален индустриален институт. През 1946 г. за първи път след Втората световна война е извършен пътнически полет между Европа и Южна Америка (маршрут Мадрид – Буенос Айрес). Масовите трансатлантически полети започват през 1953 г., след като Мадридското споразумение премахва визите за Испания за гражданите на САЩ. В годината на честването на 50-годишнината си през 1977 г. авиокомпанията превозва за първи път 10 милиона пътници.
В края на 80-те и началото на 90-те години Иберия активно увеличава участието си в собствеността на други испански въздушни превозвачи – Aviaco, Viva Air, Binter Canarias, Binter Mediterraneo, както и в дейностите на латиноамериканските авиокомпании Aerolineas Argentinas, Viasa и Ladeco. През 2001 г. Иберия премина през процедура за приватизация и до своята 75-годишнина през 2002 г. общият брой превозени пътници достигна почти 500 милиона.
На 5 февруари 2006 г. новият терминал 4 е предаден на Иберия и членове на алианса Oneworld на летище Барахас, което значително повишава нивото на обслужване на пътниците, особено при свързващите полети на алианса. Иберия представлява около 60% от целия трафик на летище Барахас. През 2005 г. авиокомпанията, заедно с регионалния си клон Air Nostrum, е превозила над 21 милиона пътници от това летище.

## Акционери
Иберия е приватизирана на 3 април 2001 г., а акциите на авиокомпанията са включени в индекса IBEX-35 на Мадридската фондова борса. Основните акционери на превозвача са: Caja Madrid – 23,45%, Бритиш Еъруейс – 13,2%, SEPI – 5,20%, El Corte Inglés – 2,90%. Бритиш Еъруейс придобива акции за 13 милиона лири от друга авиокомпания American Airlines. Акционерното участие на Бритиш Еъруейс позволява на превозвача да има две запазени места от всяка страна на Иберия и дава приоритет на придобиването на допълнителни 32% от акциите на Иберия.
Тъй като двустранните споразумения за въздухоплавателни услуги между Испания и страни извън Европейския съюз изискват поне 51% от акциите на Иберия да бъдат собственост на държавата, Бритиш Еъруейс няма да може да придобие повече от 49% от акциите. Това ограничение не се прилага за въздушни пътувания между ЕС и Съединените щати, които са обхванати от Споразумението за отворено небе, но се отнася за латиноамерикански дестинации, където Иберия получава основния си доход.
На 29 юли 2008 г. Иберия и Бритиш Еъруейс обявяват началото на преговорите за сливане. Новият превозвач ще носи името „International Consolidated Airlines Group SA“. След сливането Бритиш Еъруейс ще получи около 55% от новата корпорация, като акционерите на Иберия ще притежават останалите 45%. Самолетите на новосформираната авиокомпания ще продължат да работят под британски и испански флаг.